# Каннідо

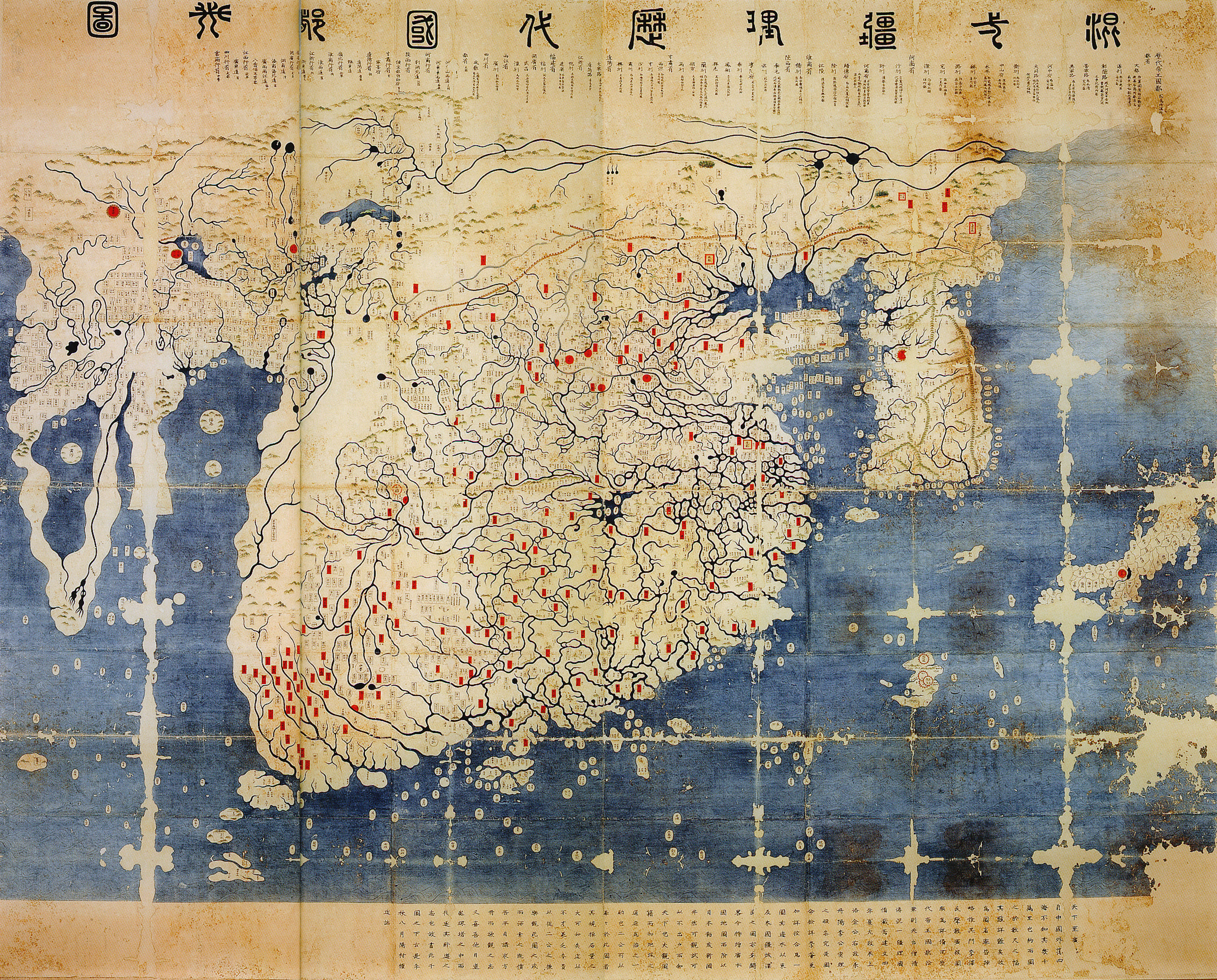
Карта Каннідо

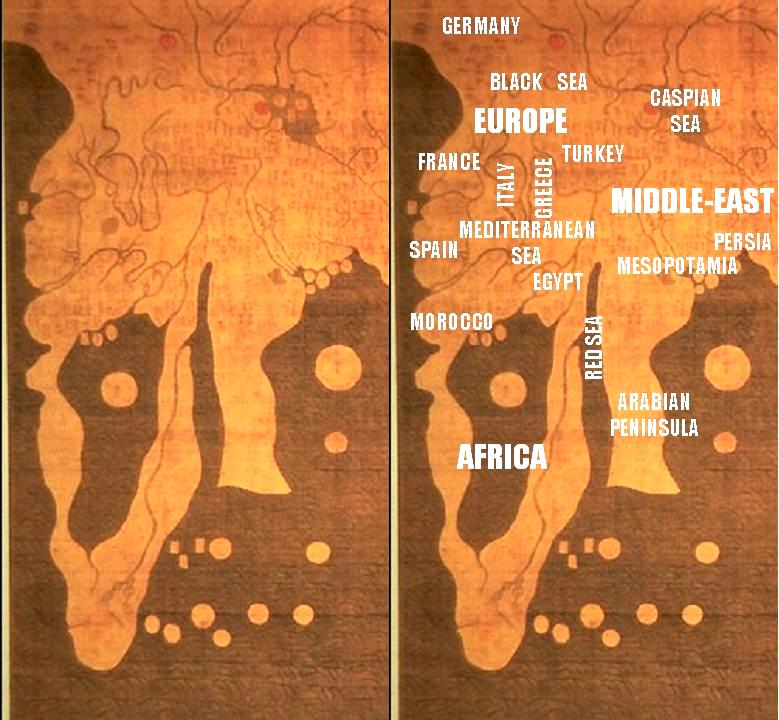
Деталі Африки, Європи і Середнього Сходу.

Каннідо — велика шовкова карта Старого світу, складена в Кореї в правління імператора Тхеджона в 1402 році на основі вивчення попередніх китайських карт. Відома за двома копіями, що зберігся в Японії (можливо, оригінал був вивезений до Японії під час Імджинської війни).
Каннідо — найстаріша далекосхідна карта світу, що збереглася до наших днів (нехай і в копіях). На кілька десятиліть старша за неї лише Велика карта династії Мін; вона перевершує Каннідо і за точністю. Ці дві карти відбили уявлення китайців і корейців про світ напередодні морських походів Чжен Хе.
Особливість Каннідо складається в досить точному зображенні Африки, аж до південного краю і річки Оранжевої. Пагода на півночі континенту, ймовірно, символізує Олександрійський маяк; поруч арабським словом «Міср» позначений Каїр.
Також на карту нанесені Могадішу, Магриб, Іберія і «Алумангія» (Німеччина) — топоніми, відомі на Далекому Сході по творах ісламських географів з часів монгольської династії Юань. Вплив періоду Юань відбивається і в тому, що карта представляє саме Юанський адміністративно-територіальний поділ Китаю.